# Lancieri Novara 2007
Questa voce raccoglie le informazioni riguardanti i Lancieri Novara nelle competizioni ufficiali della stagione 2007.

## Roster
| Roster dei Lancieri Novara (2007) |
| --- |
| Quarterback Running Back - ? Piccirillo Wide Receiver - ? Christian Cerutti Tight End - 89 Andrea Di Girolamo Offensive Linemen - 4 Canonico Gabriele OL/RB Defensive Linemen - ? Miccoli Linebacker Defensive Back Special Team Coaching staff Leonardo Pozzato |

## Campionato Serie B 2007

### Regular season

#### Andata
| Trecate 25 febbraio 2007 Week 1 | Lancieri Novara | 6 – 20 referto | Frogs Legnano | Campo Comunale, via delle Rimembranze |

| Cirié 11 marzo 2007 Week 2 | Blitz Ciriè | 6 – 32 referto | Lancieri Novara | Campo Comunale, via delle Spine |

| Trecate 18 marzo 2007 Week 3 | Lancieri Novara | 34 – 20 referto | Rinoceronti Milano | Campo Comunale, via delle Rimembranze |

#### Ritorno
| San Vittore Olona 25 marzo 2007 Week 4 | Frogs Legnano | 20 – 0 referto | Lancieri Novara | Campo "G. Malerba", via Roma |

| Trecate 15 aprile 2007 Week 5 | Lancieri Novara | 58 – 12 referto | Blitz Ciriè | Campo Comunale, via delle Rimembranze |

| Milano 14 maggio 2006 Week 6 | Rinoceronti Milano | 28 – 0 referto | Lancieri Novara | Velodromo Maspes-Vigorelli, via Arona 19 |

## Statistiche di squadra
| Competizione | %Vittorie | In casa | In casa | In casa | In casa | In casa | In casa | In trasferta | In trasferta | In trasferta | In trasferta | In trasferta | In trasferta | Totale | Totale | Totale | Totale | Totale | Totale |
| Competizione | %Vittorie | G       | V       | N       | P       | Pf      | Ps      | G            | V            | N            | P            | Pf           | Ps           | G      | V      | N      | P      | Pf     | Ps     |
| ------------ | --------- | ------- | ------- | ------- | ------- | ------- | ------- | ------------ | ------------ | ------------ | ------------ | ------------ | ------------ | ------ | ------ | ------ | ------ | ------ | ------ |
| Campionato   | .500      | 3       | 2       | 0       | 1       | 98      | 52      | 3            | 1            | 0            | 2            | 32           | 54           | 6      | 3      | 0      | 3      | 130    | 106    |
| Totale       | .500      | 3       | 2       | 0       | 1       | 98      | 52      | 3            | 1            | 0            | 2            | 32           | 54           | 6      | 3      | 0      | 3      | 130    | 106    |